# USS 로널드 레이건
USS 로널드 레이건(USS Ronald Reagan (CVN-76))은 미국 해군의 니미츠급 항공모함이다. 1981년부터 1989년까지 미국의 대통령을 역임한 로널드 레이건의 이름을 따서 명명되었다.
로널드 레이건함은 미제7함대소속이다

## 특징
열출력 550MWt A4W 원자로 2기를 갖추고 있어, 한 번 연료를 채우면 20년 동안 재공급하지 않고도 운항할 수 있다.

## 규모
길이 332.8m(1,092ft), 높이 62.97m이며, 비행갑판의 면적은 축구장의 3배 크기에 해당하는 1만 8,210m2이다.

## F-35C
2012년, 미국은 F-35B 수직이착륙 스텔스 전투기를 일본 이와쿠니 비행장에 최초로 전방 영구배치를 했다. VMFA-121 비행대대의 F-35B 수직이착륙 스텔스 전투기는 유사시 평양을 전혀 사전징후 없이 핵공격할 수 있다. 물론 일본 이와쿠니 비행장에는 비핵화 원칙 때문에, 핵무기 장착을 할 수 없고, 해상의 미국 강습상륙함에서 핵무장을 할 수 있다. F-35B는 수직이착륙 엔진을 장착하느라 항속거리가 대폭 줄어들었는데, 전투행동반경 833 km, 항속거리 1,667 km이다. 이와쿠니 비행장에서 북한 평양은 743 km 떨어져 있다. VMFA-121 비행대대는 미국 해병대 최초의 F-35B 비행대대이다. 미해병대 비행대대는 보통 12대로 구성되며, 동시에 이륙할 경우 히로시마 핵폭탄 96발을 전혀 사전징후 없이 북한 전역에 은밀하게 터뜨릴 수 있다.
2020년 11월 23일, 미국 3대 핵무기 개발기관인 샌디아국립연구소는 "스텔스전투기 F-35A 라이트닝2에 장착한 B61-12 개량형 저위력 전술 핵폭탄의 첫 적합성 시험을 성공적으로 진행했다"고 밝혔다. 이번 실험은 미국 네바다주 토노파 시험장에서 지난 8월 25일 진행됐다. 샌디아국립연구소는 핵탄두를 제거한 모형 B61-12를 1만500ft(약 3.2㎞) 상공에서 투하하는 데 걸린 시간이 약 42초였다고 설명했다. 마하 1 이상의 속도로 비행하는 전투기의 내부 폭탄창에서 B61-12를 투하한 첫 실험이다. B61-12 개량형 저위력 전술 핵폭탄의 폭발력은 50 kt이다.
한국의 한 예비역 공군 장성은 "우리 공군 F-35A도 미국과 핵 공유 협정이 맺어지면 내부 무장창에 2발의 B61-12 최신형 전술핵폭탄을 장착할 수 있다"고 설명했다. 미 국방부 산하 미국 국방대학교(NDU)는 2019년 7월 26일 발표한 ‘21세기 핵 억제력: 2018 핵 태세 검토보고서’에서 북핵 위협에 대응해 한국과 일본 등 아시아 파트너국과 비전략적 핵 능력을 공유하는 방안을 추진해야 한다고 밝혔다. 국방대는 미국의 대표적 군 싱크탱크이며 이 보고서는 현역의 실무급 육해공군 장교들이 작성해 실제 정책으로 반영될 가능성이 크다는 분석도 나온다. 다만 보고서는 한일의 정치 군사적 제약을 고려해 ‘나토 방식’을 그대로 적용해서는 안 된다고 적시했다. 유사시 전술핵 투하도 미국이 책임지겠다는 의미로 해석된다.
미국이 나토식 핵공유 보다는 주한미군 전술핵 재배치를 주장하면서, F-35 핵폭탄 시험을 공개한 것은, 오산공군기지, 군산공군기지에 F-16 전투기를 곧 F-35A로 교체하거나, 일본 이와쿠니 비행장에 최초로 전방 영구배치를 한 F-35B 수직이착륙 스텔스 전투기를 사용하겠다는 의미일 수 있다.
2021년 일본에 배치된 레이건호에 F-35C 스텔스 전투기를 배치한다. 평소에는 이와쿠니 비행장에 배치하다가, 항공모함이 출항할 때 전투기를 탑재한다.

## 같이 보기
- 함상기
- 제5항공모함타격단